# Janabil
Janabil (Alternativname: Janabıl Symağūlūly, Janapur; chinesisch 贾那布尔; kasachisch ءجانابىل سىماعۇلۇلى Жанабіл Сымағұлұлы; * April 1934 in Kaba, Xinjiang; † 22. November 2024 in Ürümqi, Xinjiang) war ein chinesischer Politiker der Kommunistischen Partei Chinas (KPCh), der unter anderem zwischen 1993 und 2003 Vorsitzender des Provinzkomitees der Politischen Konsultativkonferenz des chinesischen Volkes der Uigurischen Autonomen Region Xinjiang war.

## Leben
Janabil, der zum Volk der Kasachen gehörte, wurde 1953 Mitglied der KPCh und übernahm danach zahlreiche Funktionen in der Uigurischen Autonomen Region Xinjiang und war unter anderem stellvertretender Sekretär und Sekretär des Parteikomitees der KPCh des Kreises Qinghe, stellvertretender Sekretär des Parteikomitees des Kreises Fuhai sowie stellvertretender Sekretär des Parteikomitees des Regierungsbezirkes Altay. 1972 wurde er erstmals Kandidat des Zentralkomitees (ZK der KPCh) und behielt diese Funktion nach seinen Wiederwahlen auf dem X. Parteitag der Kommunistischen Partei Chinas im August 1973, auf dem XI. Parteitag (August 1977), XII. Parteitag (September 1982), auf dem XIII. Parteitag (November 1987) sowie auf dem XI. Parteitag (Oktober 1992) 25 Jahre lang bis September 1997 an. Er wurde im Dezember 1974 Erster Sekretär des Parteikomitees der KPCh des Kasachischen Autonomen Bezirkes Ili sowie Mitglied des Ständigen Ausschusses des Regionalkomitees von Xinjiang und im Dezember 1978 Vizevorsitzender der Volksregierung der Uigurischen Autonomen Region Xinjiang. 1985 übernahm er die Funktion als stellvertretender Sekretär des Regionalkomitees der KPCh dieser Autonomen Region und war als solcher bis Januar 1993 Stellvertreter des Parteisekretärs von Xinjiang, Song Hanliang.
Als Nachfolger von Ba Dai wurde Janabil im Januar 1993 Vorsitzender des Regionalkomitees der Politischen Konsultativkonferenz des chinesischen Volkes der Uigurischen Autonomen Region Xinjiang und bekleidete dieses Amt zehn Jahre lang bis Januar 2003, woraufhin Ashat Kerimbay ihn ablöste. Er war daneben in der achten und neunten Legislaturperiode von 1993 bis 2003 Mitglied des Nationalkomitees der Politischen Konsultativkonferenz des chinesischen Volkes (PKKCV).